# Миропольский, Дмитрий Юрьевич
Дмитрий Юрьевич Миропольский (род. 19 марта 1959, Ленинград) — советский и российский экономист. Доктор экономических наук, профессор, заведующий (с 1999) кафедрой общей экономической теории и истории экономической мысли (прежде — общей экономической теории; политэкономии) Санкт-Петербургского государственного экономического университета, на которой работает с 1985 года. Заслуженный деятель науки Российской Федерации (2010).

## Биография
Окончил Ленинградский финансово-экономический институт (1981). В 1985 г. защитил кандидатскую диссертацию, в 1997 г. — докторскую. Является заместителем председателя диссертационного совета по защите докторских диссертаций. Руководитель научно-педагогической школы СПбГЭУ «Теория альтернативных хозяйственных систем». Научные интересы: философия экономики, типология хозяйственных систем, структурные условия централизации экономики. Член Экспертного совета по экономике при Межпарламентской Ассамблее государств — участников Содружества Независимых Государств.
Заместитель главного редактора журнала «Известия Санкт-Петербургского университета экономики и финансов» и член редакционного совета журнала «Проблемы современной экономики». Член научно-редакционного совета журнала Гипотеза.
Автор более сотни работ, в том числе монографий и учебников. Автор работ по экономической теории. Автор монографий «Неравновесие и типы хозяйственных систем» (1994) в 2-х частях, «Философия. Человек. Экономика». Соавтор выдержавшего несколько изданий учебника для высших учебных заведений «Экономическая теория», а также учебника «Основы теоретической экономики» (рецензия). Как отмечает в рецензии на последний профессор ВШЭ Корнейчук Борис Васильевич: «Авторы книги… широко используют положения марксизма и стремятся доказать необходимость перехода экономики страны к плановому управлению».
Сторонник идеи существования азиатского способа производства и причисления к нему советского. Имеется рецензия профессора Института экономики РАН и Финансового университета П. А. Ореховского на многолетне разрабатывавшуюся теорию профессора Миропольского — по его собственному мнению, развивающую понятия азиатского способа производства и евразийской политэкономии. Как отмечает в той П. А. Ореховский:

Петербургский профессор Д. Ю. Миропольский, начиная со своей докторской диссертации «Формирование типов хозяйственных систем. Динамика материальной структуры и процессы неравновесия», защищенной в 1997 г., пытается создать общую экономическую теорию, совмещающую «план» и «рынок», «неравновесный» и «равновесный» обмены, объясняющую механизмы функционирования самых разных государств, не только «социалистических» и «капиталистических», но и таких, как Древний Египет или Древний Китай. На протяжении двух десятков лет он строит большую теорию, в которой преследуется амбициозная «цель…: внести вклад в решение проблемы азиатского способа производства и способствовать, тем самым, преодолению „западноцентричного“ взгляда и на экономическую науку и на развитие самой экономики. Теория азиатского способа производства должна отлиться в евразийскую политическую экономию как систему научного знания и соответствующую учебную дисциплину».
По замечанию П. А. Ореховского, теория Миропольского «противопоставляет себя и маржинализму, и марксизму, претендуя на синтез всех понятий».